# Auxiliartruppen

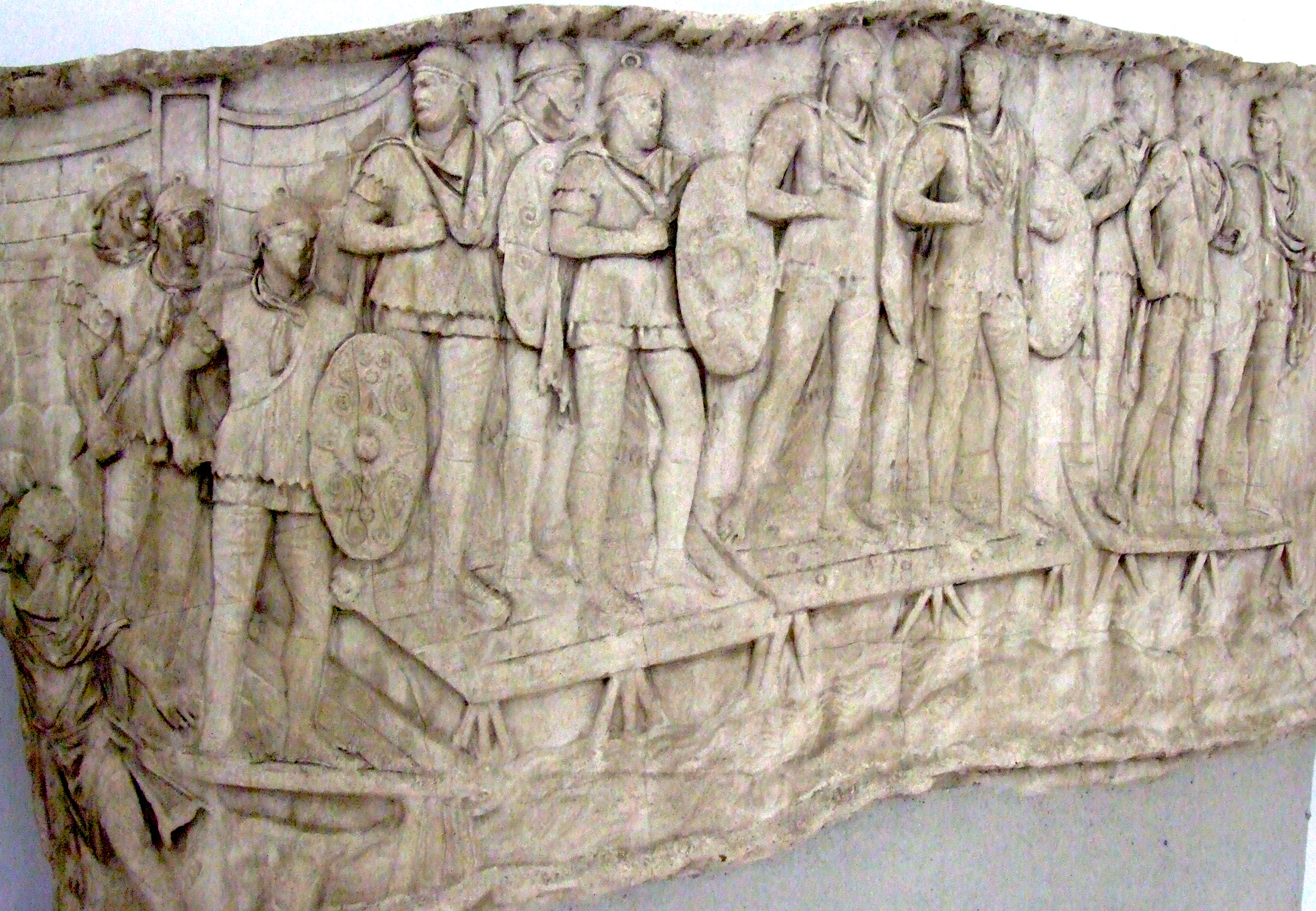
Auxiliare auf einer Pontonbrücke. Durch die ovalen Schilde sind die Soldaten gut von den Legionären zu unterscheiden (Relief an der Trajanssäule)

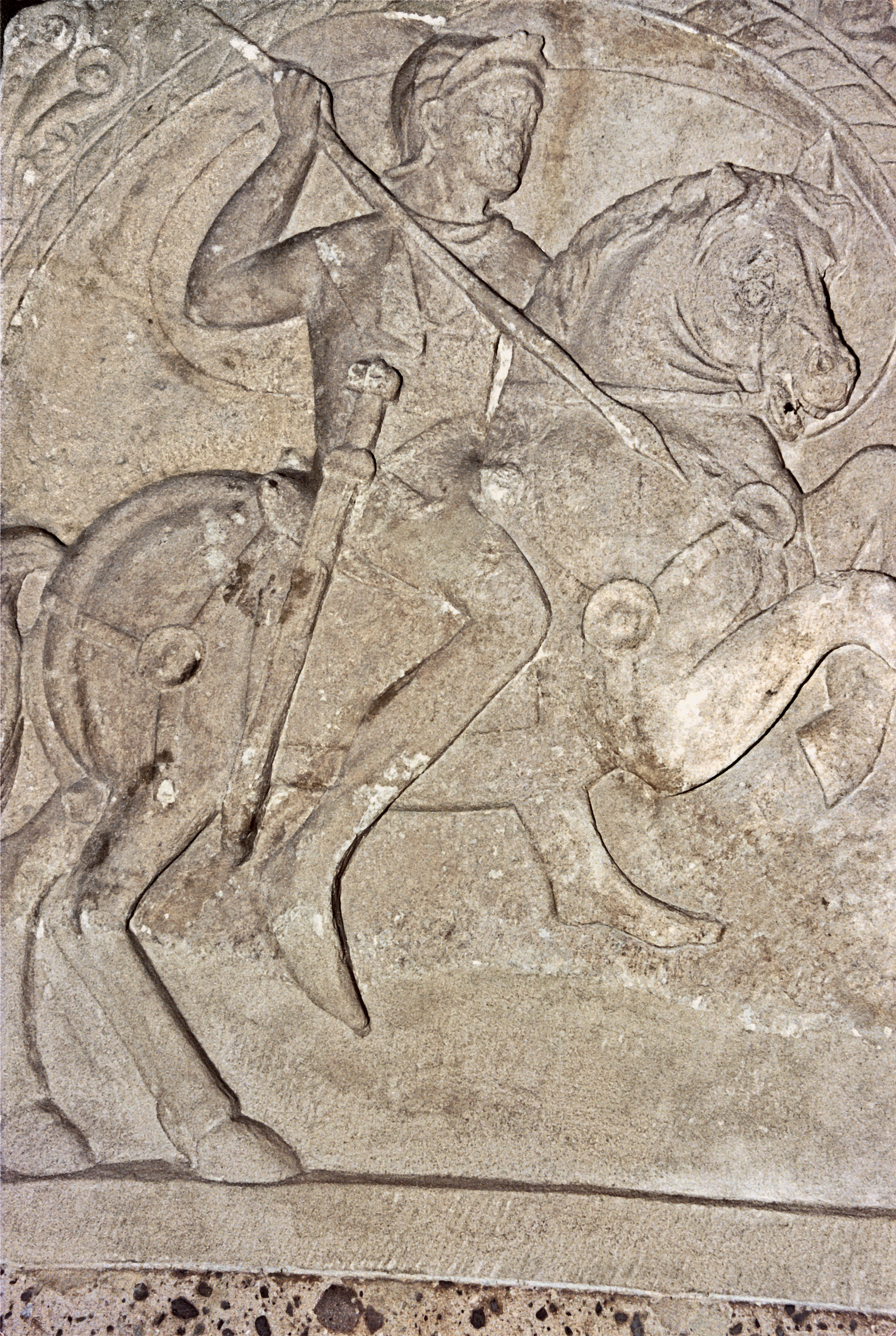
Auxiliarkavallerist aus flavischer Zeit (Köln)

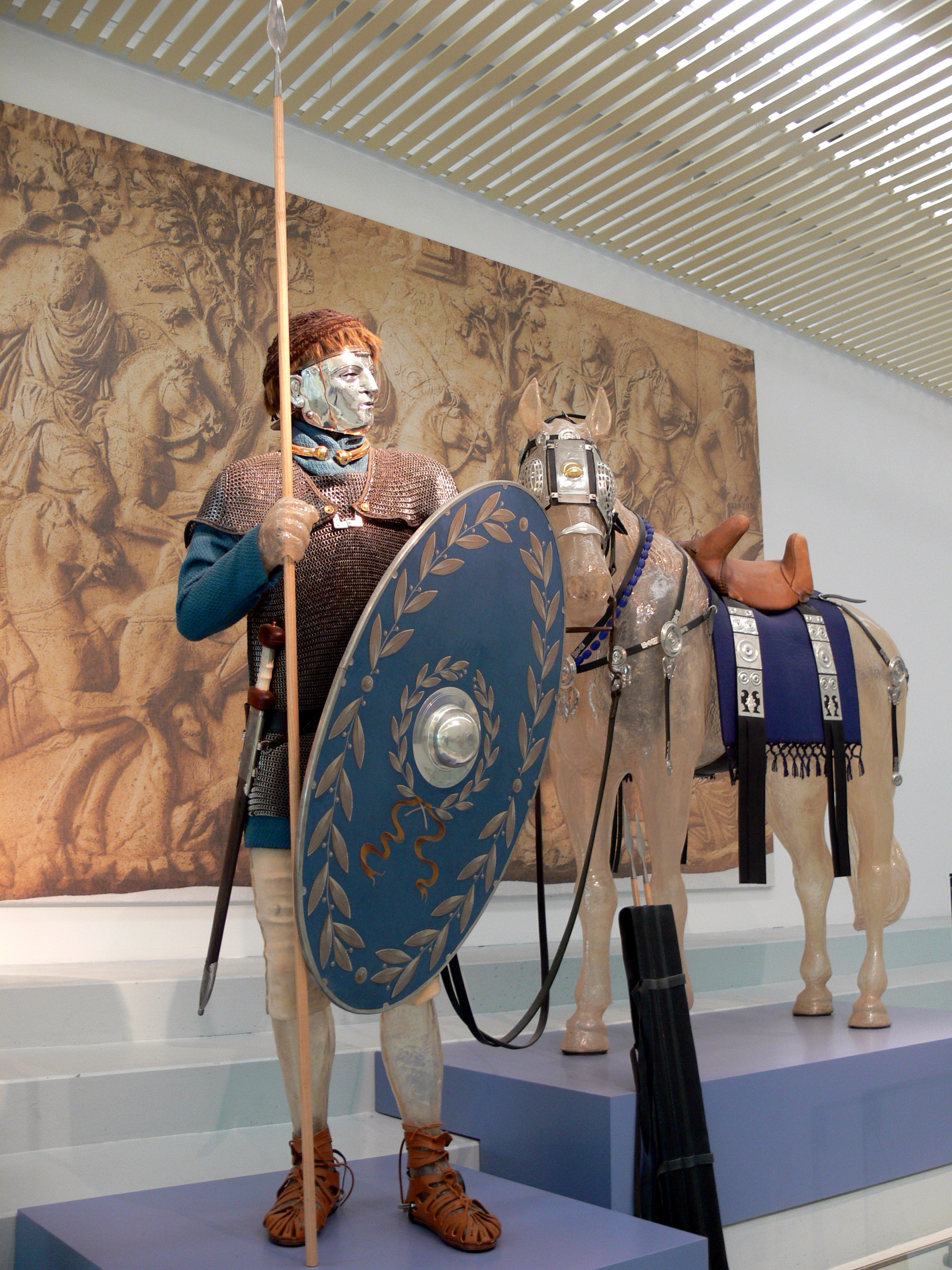
Römischer Hilfstruppenkavallerist in der Ausrüstung des 1. und 2. Jahrhunderts, Figurine im Museum Het Valkhof in Nijmegen (Gelderland)

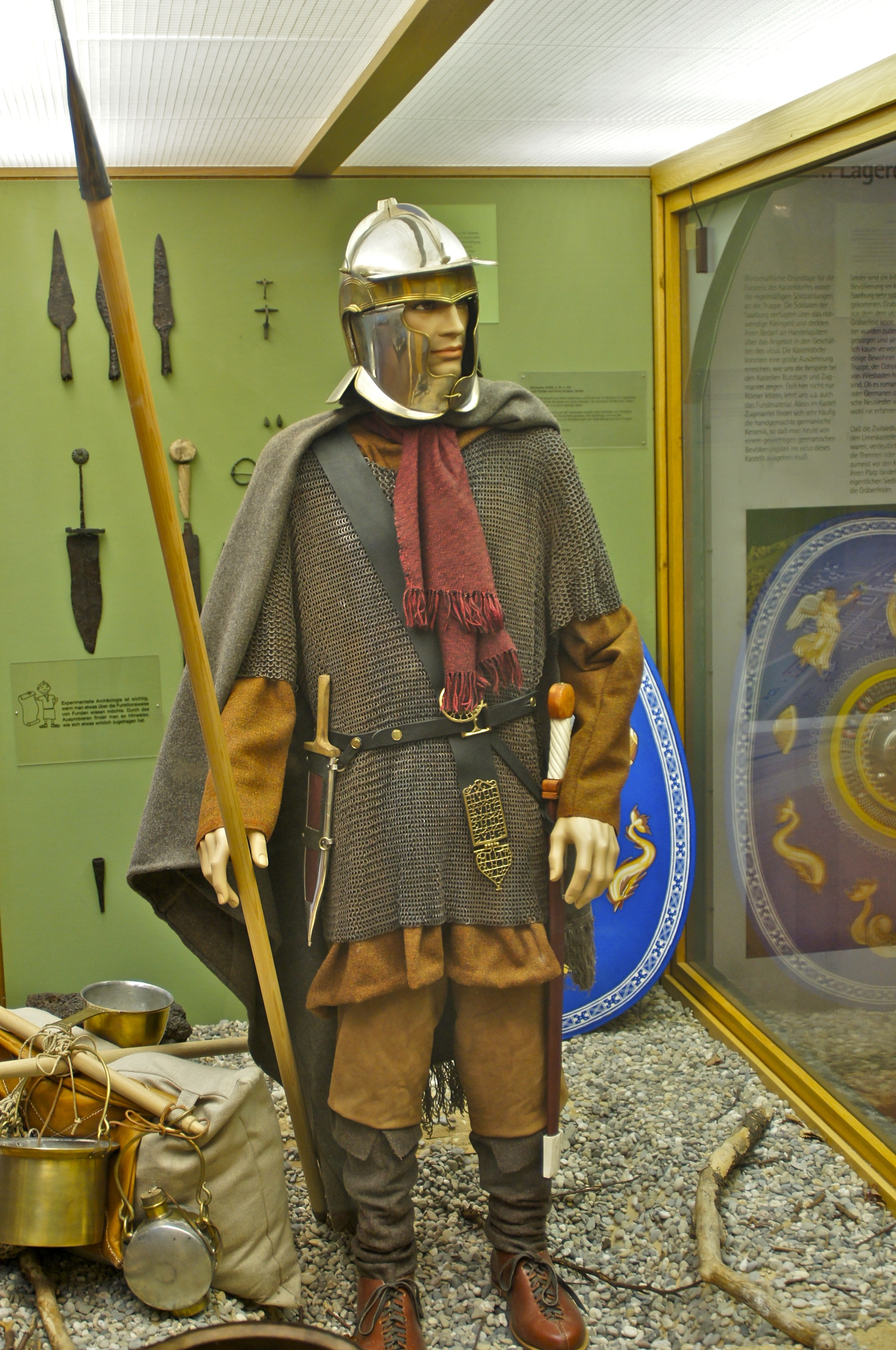
Ausrüstung eines Auxiliarsoldaten im 3. Jahrhundert (Saalburg)

Die Auxiliartruppen (lateinisch auxilium „Hilfe“) waren Einheiten der römischen Armee, die aus verbündeten Völkern oder freien Bewohnern (ohne Bürgerrecht= peregrini) der Grenzprovinzen rekrutiert wurden. Bei ehrenhafter Entlassung erhielten die Soldaten nach dem Ende ihrer Dienstzeit zumeist das römische Bürgerrecht.

## Vorgeschichte
Hilfstruppen, die bei Bedarf angeworben oder von den Verbündeten eingefordert wurden, gab es bereits zur Zeit der römischen Republik. Eine halbwegs einheitliche Gliederung und vor allem Eingliederung der Auxiliartruppen erfolgte aber erst durch die Reformen des Kaisers Augustus, der um Christi Geburt ein stehendes Heer schuf.

## Bedeutung und Einsatz
Die Auxiliartruppen stellten laut Tacitus etwa die Hälfte der regulären römischen Streitkräfte, also wohl mindestens 150.000 Soldaten. Exakte Angaben fehlen allerdings.
Die Auxiliartruppen ergänzten die schwere Infanterie der eigentlichen Legionstruppen. Insbesondere die Reiterei war in den Legionen zahlenmäßig viel zu schwach, um bei Gefechten eingesetzt zu werden. Ebenso wurde die Masse der Spezialtruppen, wie Bogenschützen oder Schleuderer, von den Auxiliareinheiten gestellt. Daneben wurden die Auxiliareinheiten auch als Kontertruppen eingesetzt, die die unterschiedlichen Feinde mit ihren eigenen Taktiken bekämpfen sollten. So gibt es Berichte über Kameltruppen im Kampf gegen arabische Reiter. Insgesamt setzte aber vor allem bei den Fußsoldaten bald eine Vereinheitlichung ein, so dass die Mehrzahl der Hilfstruppen-Infanterie seit dem späten 1. Jahrhundert in Hinblick auf ihre Ausrüstung kaum noch von den Legionären zu unterscheiden war.
Neben den zumindest anfänglichen waffentechnischen Unterschieden zu regulären Legionstruppen war auch der Einsatz außerhalb größerer Kriege unterschiedlich zur Legion: Auxiliareinheiten wurden in wesentlich kleineren Verbänden bzw. Einheiten in der Fläche zur Befriedung und Überwachung der Provinzen eingesetzt und in der Regel in den entlang der Grenzen angeordneten Kastellen stationiert. Somit lag die alltägliche Überwachung der Grenzen in Friedenszeiten wesentlich in den Händen von Hilfstruppen. Die Legionen dagegen waren in wesentlich stärkerer Konzentration (ein oder zwei Legionen in einem Legionslager) für entscheidende Aufgaben zuständig und hatten ihre Lager meist im Hinterland.

## Zusammensetzung und Wehrdienst
Die Offiziere waren meist römische Bürger, oft abkommandierte Legionsoffiziere, die bei Versetzung in eine Auxiliareinheit jeweils eine Rangstufe aufstiegen. Als Mannschaften dienten vorrangig Männer, die frei geboren waren, aber nicht das römische Bürgerrecht besaßen, wobei es vorkommen konnte, dass einzelne Einheiten als besondere Auszeichnung geschlossen das Bürgerrecht erhielten. In der früheren Forschung wurde oft angenommen, dass auch römische Bürger immer wieder in die Hilfstruppen eintraten, da es diverse Belege für Auxiliarsoldaten gibt, die den vollen römischen Namen (die tria nomina) trugen. Mittlerweile geht man aber davon aus, dass diese Personen nicht das volle römische Bürgerrecht hatten, sondern lediglich über das Latinische Bürgerrecht verfügten oder freigelassene Sklaven mit dem Status eines Latinus Iunianus waren. Teilweise kam es aber auch tatsächlich vor, dass Legionssoldaten, die also das volle Bürgerrecht haben mussten, zu einer Auxiliareinheit wechselten und dort eine höhere Position einnahmen.
Die reguläre Dienstzeit lag bei 25 Jahren (in der Flotte bei 26 Jahren). Die Soldaten erhielten zwar einen geringeren Sold als die Legionäre (die bereits römische Bürger waren), aber dafür nach dem ehrenvollen Abschied das Bürgerrecht (dokumentiert in den Militärdiplomen) für sich und ihre Nachkommen. Dies war ein Hauptanreiz für einen Eintritt in die Truppe. Teilweise erfolgte auch eine Befreiung von Abgaben und öffentlichen Diensten für die Veteranen.
Über die Auxiliareinheiten erfolgte auch eine massive Romanisierung der Provinzen, da sich diese bald, bis auf wenige Ausnahmen, nicht weiter aus den Ursprungsgebieten der ersten Mitglieder rekrutierten, sondern vor Ort, wodurch die ursprüngliche Bindung an eine Ethnie rasch verloren ging. Eine Auxiliareinheit konnte also weiterhin Parthica oder Helvetica heißen, ohne dass dieser Name noch viel mehr als eine Erinnerung an ihre Anfänge war. Dabei blieben als kleinster gemeinsamer Nenner nur das Latein und die römische Lebensweise, zumal die Veteranen der Hilfstruppen nun das römische Bürgerrecht besaßen. Ihre Nachkommen traten daher nicht selten als Legionäre in die Armee ein.

## Gliederung der Auxiliareinheiten
- Ala – Kavallerie
- Cohors – Infanterie

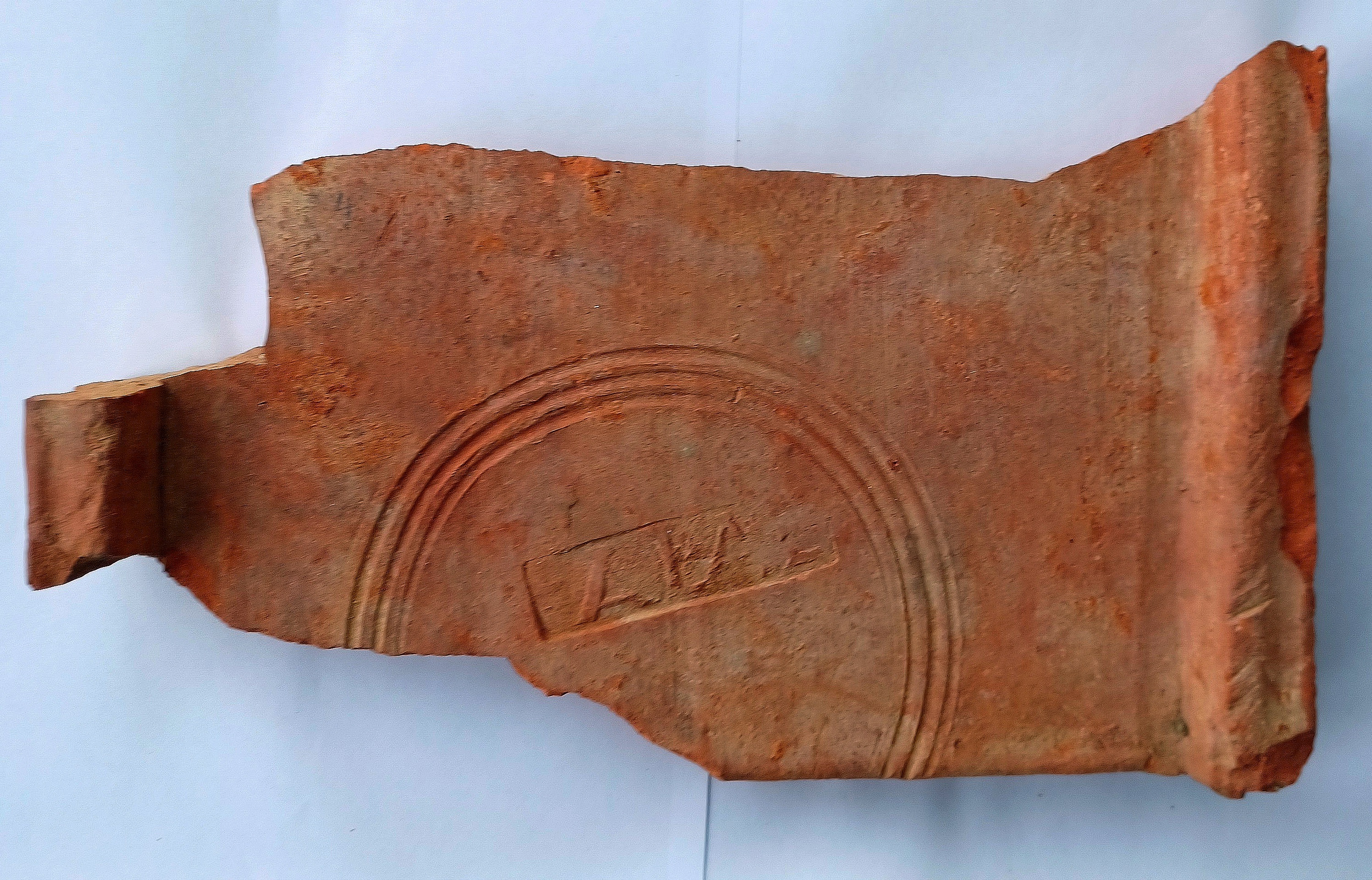
1961 bei Schärding in Oberösterreich geborgener römischer Ziegel mit Ala-Stempel

- Cohors equitata – gemischter Verband mit ca. ¾ Infanterie und ¼ Kavallerie

Im Gegensatz zur Legion, in der die Kohorten in der Regel durch Centurionen kommandiert wurden, standen den Auxiliareinheiten meistens Präfekten, mitunter auch Tribunen, vor. In den Alen, die keine Centurien kannten, entsprach der Decurio als Kommandeur einer Turma dem Rang eines Centurio. Die einzelnen Einheiten unterschieden sich nicht nur nach Bewaffnung und Herkunft, sondern auch nach Größe, Prestige und Besoldung.
In der hohen Kaiserzeit wurden die Offizierstellen in den Auxiliareinheiten zunehmend eine Domäne des Ritterstandes. Bereits ab Claudius (41 bis 54 n. Chr.) gab es dort eine standardisierte ritterliche Laufbahn über drei Stufen (tres militiae), wie sie in den Legionen schon seit Augustus zu finden war. Hier stand als erstes das Kommando (cohors quingenaria) über eine Kohorte Infanterie mit 500 Soldaten. Diese Soldaten hatten nicht das römische Bürgerrecht inne. Nach dieser ersten Führungserfahrung konnte entweder der Dienst in der Legion als tribunus angusticlavius, oder der Befehl über eine 500 Soldaten umfassende Kohorte römischer Bürger (die stets von einem Tribunen geführt wurden), oder der Befehl über eine 1.000 Mann starke Kohorte (cohors miliaria) folgen. Anschließend erhielt der Offizier eine Alenpräfektur, also das Kommando über eine Kavallerieeinheit von etwa 500 Mann (ala quingenaria). In einigen Fällen konnte noch das Kommando über eine Kavallerieeinheit von knapp 1000 Reitern (ala miliaria) folgen. Dieser Posten wurde mit Offizieren im Senatorsrang besetzt.
In der Zeit der Römischen Republik lagerten die Auxiliareinheiten vorwiegend in Zelten oder Flechtwerk-Unterkünften, später kamen Fachwerkbauten auf, im 2./3. Jahrhundert gemauerte Kasernen, mit 6 oder 8 Mann belegt (gelegentlich auch mehr). Typisch für berittene Einheiten waren Kasernen-Stuben mit Durchgang zu unmittelbar anschließenden Pferdeställen.

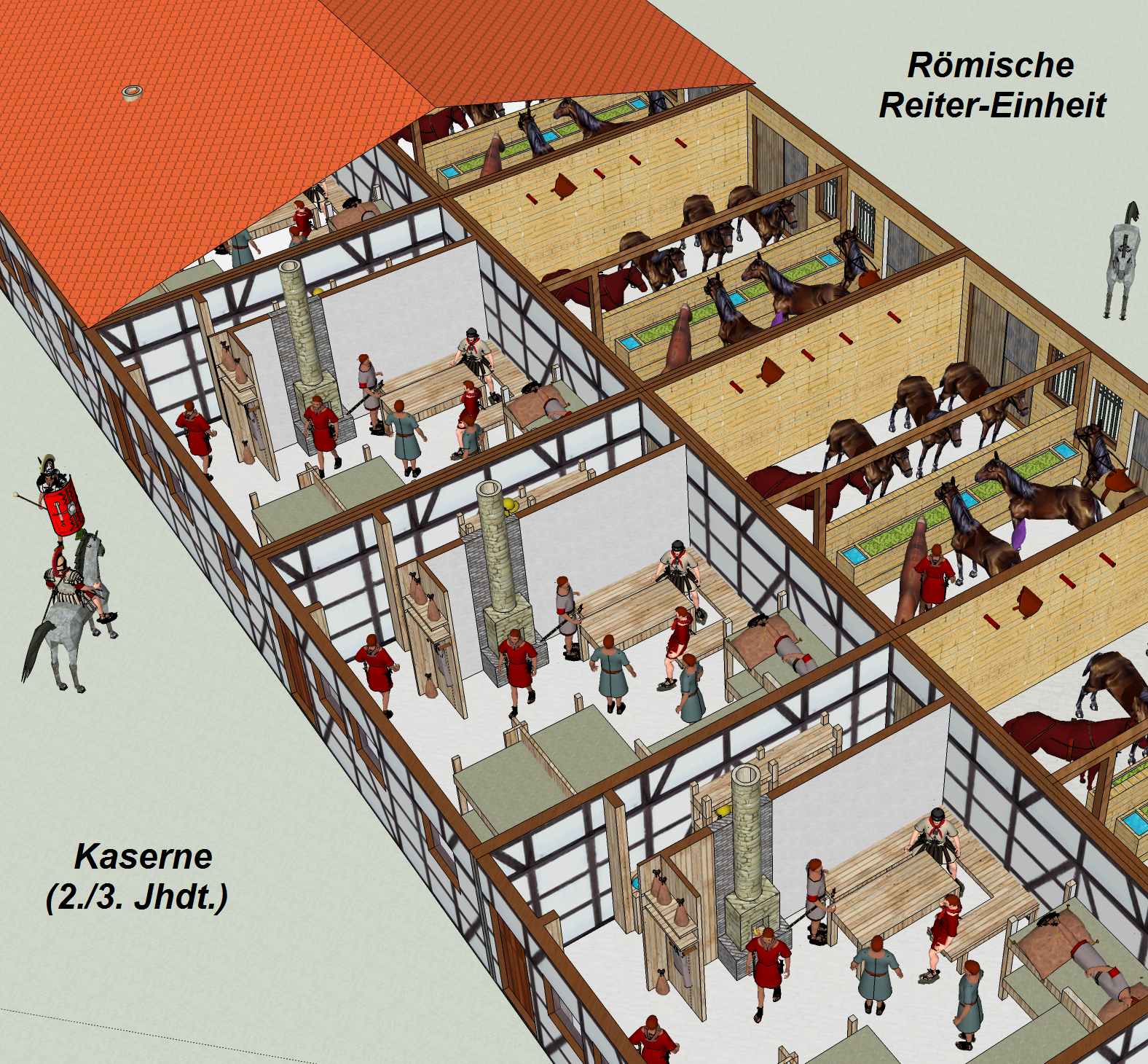
Beispiel der Kaserne einer Reitereinheit (Ala), 2./3. Jahrhundert, Stube typischerweise mit Durchgang zu unmittelbar anschließenden Pferdeställen.

### Ungefähre Gesamtzahl der regulären Auxiliareinheiten um 100 n. Chr.
- Alae miliariae ca. 9
- Alae quingenariae ca. 80

- Cohortes miliariae ca. 18
- Cohortes quingenariae ca. 132
- Cohortes equitatae miliariae ca. 22
- Cohortes equitatae quingenariae ca. 77

### Beispiel: Die regulären Auxiliartruppen Niedergermaniens in der frühen Kaiserzeit (nach Jahn)
Die Anzahl der Alen und Cohorten in Niedergermanien (Germania inferior)
vor 9 n. Chr.:
- Anzahl der Alen: mindestens 3
- Anzahl der Cohorten: mindestens 6, wahrscheinlich aber eine größere Truppenanzahl

14 n. Chr.:
- Anzahl der Alen: mehrere, mindestens 8
- Anzahl der Cohorten: mindestens etwa 16, wohl aber mehr

15 n. Chr.:
- Anzahl der Alen: mehrere, mindestens 8
- Anzahl der Cohorten: mindestens etwa 20

16 n. Chr.:
- Anzahl der Alen: mehrere, mindestens 8
- Anzahl der Cohorten: zahlreiche

Germanicus führte im Feldzug gegen die Marser (14 n. Chr.) neben 12.000 Legionssoldaten 26 sociae cohortes und 8 equitum alae. Erstere unterteilten sich in ca. 16 reguläre Cohorten (expeditae cohortes, auxiliariae cohortes) und etwa 10 Cohorten irreguläre Volksaufgebote (ceteri sociorum, leves cohortes). Die Kavallerie bestand fast ausschließlich und die Hilfstruppeninfanterie zum großen Teil aus gallischen und germanischen Truppen. In den Quellen werden als Auxiliarverbände des Germanicus erwähnt: cohortes Raetorum et cohortes Vindelicorum, Batavi, Volksaufgebote der Chauken, cohortes Gallicae, sowie tumultiariae catervae Germanorum cis Rhenum colentium, die aus Niedergermanien und der nördlichen Belgica rekrutiert wurden.
Wenn man mit mehr oder weniger Wahrscheinlichkeit auch mit der Existenz einiger erst später, in der claudisch-neronischen Zeit, belegter Truppen bereits während der Regierungszeit des Tiberius rechnet, hätte es in der Zeit des Tiberius zum Beispiel am Niederrhein mindestens 7–8 alae (ala Batavorum, ala Canninefatium, ala Gallorum Picentiana, ala Pomponiani, ala praetoria, ala Treverorum, ala I Tungrorum Frontoniana, ala Parthorum) und mindestens etwa 20 cohortes (cohors V Asturum, 9 cohortes Batavorum, cohors VIII Breucorum, cohors Canninefatium, cohortes Gallorum, cohors Germanorum, cohors III Lusitanorum, cohors Silaucensium, mindestens 2 cohortes Tungrorum, cohors Ubiorum equitata) gegeben.

## Weitere Entwicklung
Als Kaiser Caracalla 212 allen freien Reichsbewohnern das römische Bürgerrecht verlieh, traten fortan vor allem Barbaren von jenseits der Reichsgrenzen in die Hilfstruppen ein. Die Militärreformen, mit denen man dann auf die „Reichskrise des 3. Jahrhunderts“ zu reagieren suchte, veränderten den Aufbau der kaiserlichen Armee. Seit etwa 300 wurde die Überwachung der Grenzen nicht mehr den Auxilien, sondern den limitanei/riparenses übertragen, die diese Aufgabe während der ganzen Spätantike ausfüllten.
Reichsfremde Soldaten dienten seit dem 4. Jahrhundert entweder Seite an Seite mit Römern in der regulären Armee, wo sie nun mitunter Karriere machten und bis in hohe Offiziersstellen aufrücken konnten (siehe auch magister militum), oder aber als durch einen gesonderten Bündnisvertrag (foedus) an Rom gebundene Söldner (foederati) unter eigenen Anführern. Die Auxilia hingegen verschwinden um diese Zeit weitgehend aus den Quellen. Wenn fortan vereinzelt noch von auxilia die Rede ist, wird dieser Begriff nicht mehr in der speziellen Bedeutung der Prinzipatsepoche verwendet.